# Pinardier

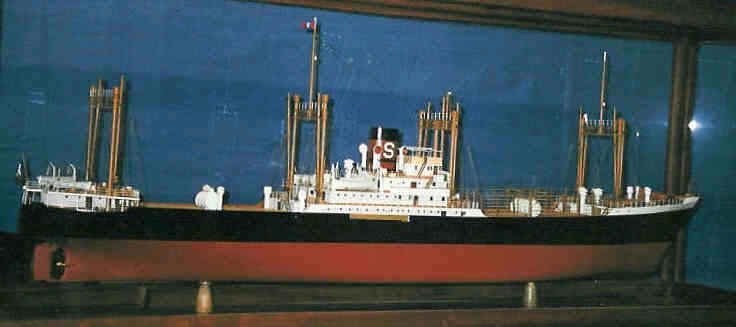
Le Marie-Louise Schiaffino, un navire pinardier de la compagnie qui a navigué de 1951 à 1981

Un pinardier est un navire-citerne destiné au transport du vin en vrac, le « pinard » en langage familier. De tonnage réduit, généralement pas plus gros qu'un caboteur, le pinardier dispose d'un système de tuyauteries perfectionné destiné à remplir les cuves. 

## Historique
Les bâtiments de la compagnie Paquet, de la CNM., des Chargeurs réunis, de la compagnie Delmas-Vieljeux, de la Société navale caennaise et de la Compagnie Schiaffino étaient tous équipés de mâts de charge pour embarquer et débarquer les fûts de vin. Ils avaient leur port d'attache en France et étaient armés par des inscrits maritimes des ports tels que Sète, Marseille, Bordeaux, Le Havre, Fécamp et Dunkerque.
Les deux premiers navires français équipés de citernes pour le transport des vins, mis en service, furent le Bacchus et le Sahel. Lors de leur accostage à Alger, ils furent à l'origine d'importants conflits sociaux. Leur entrée en service mettait fin à l'usage des demi-muids et provoquait, à terme, la faillite des tonnelleries et des transporteurs de fûts.
Les pinardiers ont connu leur heure de gloire dans la deuxième moitié du XXe siècle. Ils effectuaient souvent la liaison entre le Maghreb et les ports français (Sète, Marseille, Rouen). Des pinardiers exportaient aussi les vins du Bordelais et des pays de Loire à partir de Bordeaux et de Nantes. 
Leur déclin est dû essentiellement aux normes de sécurité de plus en plus draconiennes sur le transport des denrées alimentaires, qui impliquaient des frais de rénovation très importants des terminaux et navires. Il s'explique aussi par le fait que le commerce du vin ne se fait plus guère en vrac, les vins étant le plus souvent mis en bouteilles sur les lieux de production, seuls les vins de bas de gamme pouvant justifier un transport en vrac.